# Axis: Bold as Love
Axis: Bold as Love je druhé album skupiny The Jimi Hendrix Experience. Pod tlakem jejich nahrávací společnosti, která chtěla, aby album následovalo jejich úspěšný debut Are You Experienced z května 1967, bylo album Axis: Bold as Love ve Spojeném království vydáno v prosinci 1967. Tam dosáhlo 5. příčky a 3. později v USA.
Album bylo nahráno, aby dodrželo smlouvu kapely, která říkala, že roku 1967 musí vydat dvě alba. V USA bylo album vydáno až začátkem roku 1968 z obav, že by mohl klesnout prodej jejich prvního alba. Basák Noel Redding, poznamenal, že toto album patří k jeho oblíbeným ze tří desek Experience. Na některých skladbách hrál na osmistrunnou baskytaru.
Hendrixovo druhé album je oproti debutu stylově různorodější kolekcí skvělých skladeb a ukázkou fungující interakce mezi všemi třemi členy Experience. Hendrix se nacházel na vrcholu tvůrčích sil. Podařilo se mu složit melodicky čisté a zároveň instrumentálně propracované skladby, které doplnil nejrůznějšími studiovými dohrávkami. Do této skupiny se řadí písně "You Got Me Floating", "Up From the Skies" nebo "Little Miss Lover", které navázaly na úspěch Foxey Lady či Purple Haze. Balady "Little Wing", "Castles Made of Sand", "One Rainy Wish" nebo titulní píseň zároveň dokumentují dosud neodhalenou, lyrickou stránku umělce. Na albu se objevily i experimentální záležitosti jako avantgardní úvodní skladba "EXP" nebo proto-jazzová fúze "If 6 Was 9".
Ještě před dokončením alba, nechal Hendrix v taxíku hotový materiál z první strany. Nikdy nebyl nalezen, a tak musela být A-strana znova rychle zmixována.
Roku 2003 dosáhla deska 82. místa v žebříčku 500 greatest albums of all time od časopisu Rolling Stone.

## Seznam skladeb
Strana 1
1. "EXP" – 1:55
2. "Up from the Skies" – 2:55
3. "Spanish Castle Magic" – 3:00
4. "Wait Until Tomorrow" – 3:00
5. "Ain't No Telling" – 1:46
6. "Little Wing" – 2:24
7. "If 6 Was 9" – 5:32

Strana 2
1. "You Got Me Floatin'" – 2:45
2. "Castles Made of Sand" – 2:46
3. "She's So Fine" (Noel Redding) – 2:37
4. "One Rainy Wish" – 3:40
5. "Little Miss Lover" – 2:20
6. "Bold as Love" 4:09

## Sestava
- Jimi Hendrix – kytara, zpěv, baskytara, piano, flétna, hlas 'Mr. Paul Carusa' ve skladbě 'EXP'
- Mitch Mitchell – bicí, zvonkohra ve skladbě 'Little Wing', doprovodný zpěv, "tazatel" ve skladbě 'EXP'
- Noel Redding – baskytara, doprovodný zpěv, foot stamping ve skladbě 'If 6 Was 9', zpěv ve skladbě 'She's So Fine'. (v několika skladbách používá 8-strunnou basu.)
- Gary Leeds – foot stamping ve skladbě 'If 6 Was 9'
- Graham Nash – foot stamping ve skladbě 'If 6 Was 9'
- Michael Jeffery – foot stamping ve skladbě 'If 6 Was 9'
- Trevor Burton – doprovodný zpěv ve skladbě 'You've Got Me Floatin
- Roy Wood – doprovodný zpěv ve skladbě 'You've Got Me Floatin
- Chas Chandler – produkce a foot stamping ve skladbě 'If 6 Was 9'
- Eddie Kramer – hlavní režisér

- Režie: George Chkiantz, Andy Johns a Terry Brown
- Nahráno: Olympic Studios, Londýn, Anglie.
- Obal: David King, Roger Law, malované hlavy na základě skupinového portrétu Karla Ferrise (front)
- Fotografie: Donald Silverstein (UK vnitřní portrét)
- CD Remastering supervisors: Janie Hendrix, John McDermott
- CD Remastering: Joe Gastwirt, Eddie Kramer, George Marino
- CD návrh obalu: Petra Niemeier
- CD poznámky na obalu: Michael Fairchild
- CD fotografie obalu: David Sygall